# مرعة صغيرة
مرعة صغيرة (الاسم العلمي: Porzana  parva) (بالإنجليزية: Little  Crake)‏ هو طائر ينتمي إلى طيور المرعة (فصيلة: Rallidae).